# Вартислав II (князь Східної Померанії)
Вартислав II (пол. Warcisław II; *бл. 1237 — †9 травня 1271) — князь Східної Померанії у 1266—1270 роках.

## Життєпис
Походив з династії Собіславичів. Молодший син Святополка II, князя Східної Померанії, та Ерменгарди Шверінської. Замолоду брав участь у державних справах, ставши улюбленцем батька. Тому останній за заповітом надав Вартиславу основні володіння з Гданськом. Їх було успадковано після смерті Святополка II.
З самого початку Вартислав II вимушений був протистояти амбіціям старшого брата Мстивоя, який отримав лише невеличке володіння. Втім у 1267 році уклав з Мстивоєм II союзи проти Тевтонського ордену, намагаючись повернути втрачені батьком володіння у 1240—1250-х роках. Військові дії розпочалися влітку того ж року, проте Вартислав II з братом не досягли значних успіхів. У січні 1268 році Вартислав II замирився з тевтонцями, фактично зафіксувавши статус-кво.
У 1270 році між братами сталася війна, внаслідок якої Вартислав II зазнав поразки й вимушений був тікати до князівства Куявія. Дістав підтримку брата своєї двоюрідної сестри — Земомислав Куяво-Іноврацловського. Втім, під час підготовки до війни з братом раптово помер 9 травня 1271 року в м. Вишогруд. Ймовірно, його отруїли за наказом суперника. Похований в Іновроцлаві.